# 椪糖咖啡
椪糖咖啡，又稱手打咖啡或400次咖啡，是用即溶咖啡、食糖、熱水攪拌而成的咖啡飲料。起源地為澳門一間老字號「漢記」，於韓國節目《新品上市  便利餐廳》由演員丁一宇帶領觀眾走訪，而在2019冠狀病毒病疫情期間於韓國爆紅，以韓式椪糖（달고나）稱為「椪糖咖啡」（달고나 커피），不願外出的人們在家裡用手攪打400次咖啡製作成的影片開始流行。